# Aristènet de Dime
Aristènet (grec antic: Αρισταίνετος, llatí: Aristaenetus) fou un general aqueu nadiu de Dime.
Va ser el general que va dirigir l'ala dreta a la batalla de Mantinea de l'any 207 aC. L'esmenta Polibi.